# Gilda (argentyńska piosenkarka)
Gilda, właśc. Miriam Alejandra Bianchi Scioli (ur. 11 października 1961 w Buenos Aires, zm. 7 września 1996 w Ceibas, Entre Ríos) – argentyńska piosenkarka i kompozytorka muzyki cumbia. Osiągnęła znaczną popularność w Argentynie i krajach Ameryki Południowej, sprzedając wiele płyt (m.in. podwójna platyna).
Zginęła w wieku 34 lat w wypadku samochodowym, który wydarzył się w Ceibas (nieopodal miasta Concordia) w prowincji Entre Ríos. Piosenkarka wracała z tournée po Boliwii i Peru. W kolizji mikrobusu zginęło siedem osób, w tym piosenkarka, jej matka i córka Gildy – Mariel. Jej grób znajduje się na Cmentarzu La Chacarita w Buenos Aires.
Po nagłej śmierci Gildy została otoczona kultem przez jej fanów, którzy zaczęli traktować ją jako świętą. Na miejsce wypadku przybywają pielgrzymki, zaś ludzie zostawiają na grobie Gildy różańce, obrączki oraz prośby o modlitwy i podziękowania za spełnienie zanoszonych do niej próśb. Kult Gildy nie został zaaprobowany przez Kościół katolicki i rozwija się głównie wśród uboższych mieszkańców Argentyny jako kult ludowy.
O życiu Gildy opowiada argentyński film z 2016 r. pt. "Gilda, no me arrepiento de este amor", w którym tytułową rolę zagrała Natalia Oreiro.

## Dyskografia
- 1992 - De corazón a corazón
- 1993 - La única
- 1994 - Pasito a pasito con Gilda
- 1995 - Corazón valiente
- 1997 - Entre el cielo y la tierra
- 1998 - Cuando canta el corazón
- 1999 - Las alas del alma
- 2000 - Desde el alma [Grandes Éxitos]
- 2002 - De oro
- 2004 - Los más grandes éxitos
- 2004 - Vivo [Grandes Éxitos]